# 吳先瑩
吳先瑩（英語：Sharon Ng Sin Ying，1976年6月27日—），前無綫新聞新聞主播，現任香港浸會大學傳訊總監。

## 簡歷
吳先瑩小學時就讀於聖公會基德小學，後來升讀可立中學，並且擔任交通安全隊隊員，其後考進香港中文大學新聞及傳播學系，於二年級（1998年）時與同學方東昇和柯碧君在無綫新聞部實習，由於表現出色，她於翌年畢業後獲得聘用為全職粵語記者，2000年起兼任新聞主播，其後於2004年起擔任六點半新聞報道主播。
吳先瑩於2005年考獲獎學金遠赴英國修讀國際關係碩士課程，於翌年回歸無線，於2007年2月離開無綫，轉投香港總商會任職公關傳訊經理，於2010年1月5日宣佈於同年4月1日離職，並且轉職九龍巴士企業傳訊部，現為香港教育大學傳訊經理。

## 軼事
吳先瑩為舊同事方東昇的大姨。